# Buffy-Lynne Williams
Buffy-Lynne Williams (rojena Buffy Alexander), nekdanja kanadska veslačica, * 27. marec 1977, St. Catharines, Ontario.
Buffy je hči nekdanjega NHL igralca Claira Alexandra. Veslati je začela pri 17 letih, za Kanado pa je na Poletnih olimpijskih igrah 2000 v Sydneyju v osmercu osvojila bronasto medaljo. Bronasto medaljo je osvojila tudi na svetovnih prvenstvih 2003, 1999 in 1998 v Milanu, St. Catharines in Könu. Na Svetovnem prvenstvu 1997 v  Lac d'Aiguebellette, Francija je s kanadskim osmercem osvojila srebro. 
Nastopila je tudi na  Poletnih olimpijskih igrah 2004, kjer je bila v dvojcu brez krmarja četrta ter na Poletnih olimpijskih igrah 2008, kjer je v kanadskem osmercu prav trako osvojila četrto mesto. 
Po Olimpijskih igrah 2000 se je poročila z veslačem Barneyem Williamsom.